# Folkomröstningen om EU-medlemskap i Storbritannien 2016
Folkomröstningen om EU-medlemskap i Storbritannien 2016 var en rådgivande brittisk folkomröstning gällande om Storbritannien ska stanna kvar i eller utträda ur Europeiska unionen. Folkomröstningsalternativet för att stanna kvar kallades även för "Bremain" ("British Remain") och för att lämna EU kallades även för "Brexit" ("British Exit"). Omröstningen genomfördes 23 juni 2016 och resulterade i att Lämna-sidan vann med 51,9 procents röstandel.
Efter folkomröstningen, och inför det sannolika kommande brittiska utträdet ur EU, meddelade premiärminister David Cameron sin avgång. Oro på de internationella aktiebörserna följde, liksom en värdesänkning av det brittiska pundet. I både Nordirland och Skottland vann Stanna-sidan, och där har röster höjts om anslutning till EU-landet Irland respektive ny folkomröstning om skotsk självständighet.
Storbritannien begärde den 29 mars 2017 utträde ur EU.

## Bakgrund

### Historik
Medlemskapet i EG/EU har varit ett ämne för debatt i Storbritannien ända sedan landet gick med 1973. Ingen folkomröstning hölls innan landet gick med i EG. 1975 arrangerades dock en folkomröstning om landets fortsatta medlemskap, vilket gav resultatet 67 procent för och 32 procent emot.
Under 2013 lovade det konservativa partiets ordförande David Cameron att ordna en folkomröstning om fortsatt medlemskap om partiet kom i regeringsställning. Efter valsegern 2015 lovade han fortsatt detta och den 20 februari 2016 offentliggjordes datumet för omröstningen 23 juni 2016. Folkomröstningen anses ha utlovats som ett sätt att hålla borta hotet från UKIP i parlamentsvalet, liksom att kunna hålla samman det konservativa partiet (som var splittrat i frågan). Denna, liksom generellt andra brittiska folkomröstningar, är endast rådgivande, och parlamentet behöver inte besluta enligt folkviljan. Premiärministern Cameron försäkrade dock vid upprepade tillfällen att omröstningsresultatet denna gång skulle följas.
Inför utsikterna om en folkomröstning om utträde förhandlade Storbritannien 2015-2016 fram några undantag från EU-regler. Bland annat försämrades förmåner för EU-migranter.

### Principer och konsekvenser
Inget medlemsland har före 2016 utträtt ur EU; endast mindre, självstyrande områden utanför Europa har gjort det. Det finns dock sedan Lissabonfördraget 2009 en formell möjlighet för ett land att på egen begäran lämna EU utan att alla andra medlemsländer godkänner det. Detta beskrivs av artikel 50 i fördraget om Europeiska unionen.
Hurdant förhållandet mellan Storbritannien och EU ska bli om landet lämnar unionen, var inte klarlagt före folkomröstningen.
- Det har framförts att Storbritannien – på samma sätt som Norge – skulle kunna anamma EES-avtalet vid ett utträde ur EU, men det är inte klarlagt om och hur det kan genomföras.[11] Full tillgång till den inre marknaden skulle dessutom kräva att Storbritannien (liksom redan Norge[a]) fortsätter bidra till EU:s budget, liksom tillåta fri rörlighet för personer.[12] Att begränsa fri rörlighet för personer från EU var för många det största skälet att rösta för att lämna EU.[13]

- Alternativet är ett helt nytt handelsavtal som inte är lika långtgående som EES-avtalet, där EU:s avtal med Kanada setts som en möjlig förebild.[12]

- Ytterligare ett alternativ är att Storbritannien helt enkelt handlar med EU så som USA, Kina och Indien gör det, via allmänna WTO-regler.[12] Dessa regler tillåter begränsad tull att tas ut.

- Storbritannien kan ändå vilja ha fri rörlighet för personer gentemot vissa EU-länder där många britter arbetar eller det anses "bra" (såsom högutbildad) arbetskraft komma från, såsom Irland, Frankrike och Tyskland. Eftersom ett EES-liknande avtal med EU måste godkännas av alla EU-länder kommer EU inte gå med på fri rörlighet bara med utvalda länder. Sådana avtal får slutas mellan Storbritannien och dessa länder var för sig, om de går med på det. EU har uttalat att Storbritannien måste tillåta fri rörlighet för alla EU-medborgare om det ska få ett fullt frihandelsavtal(ingå i inre marknaden).[14]

Resultat i opinionsundersökningar.
Lämna
Stanna kvar
Osäkra/vill inte säga

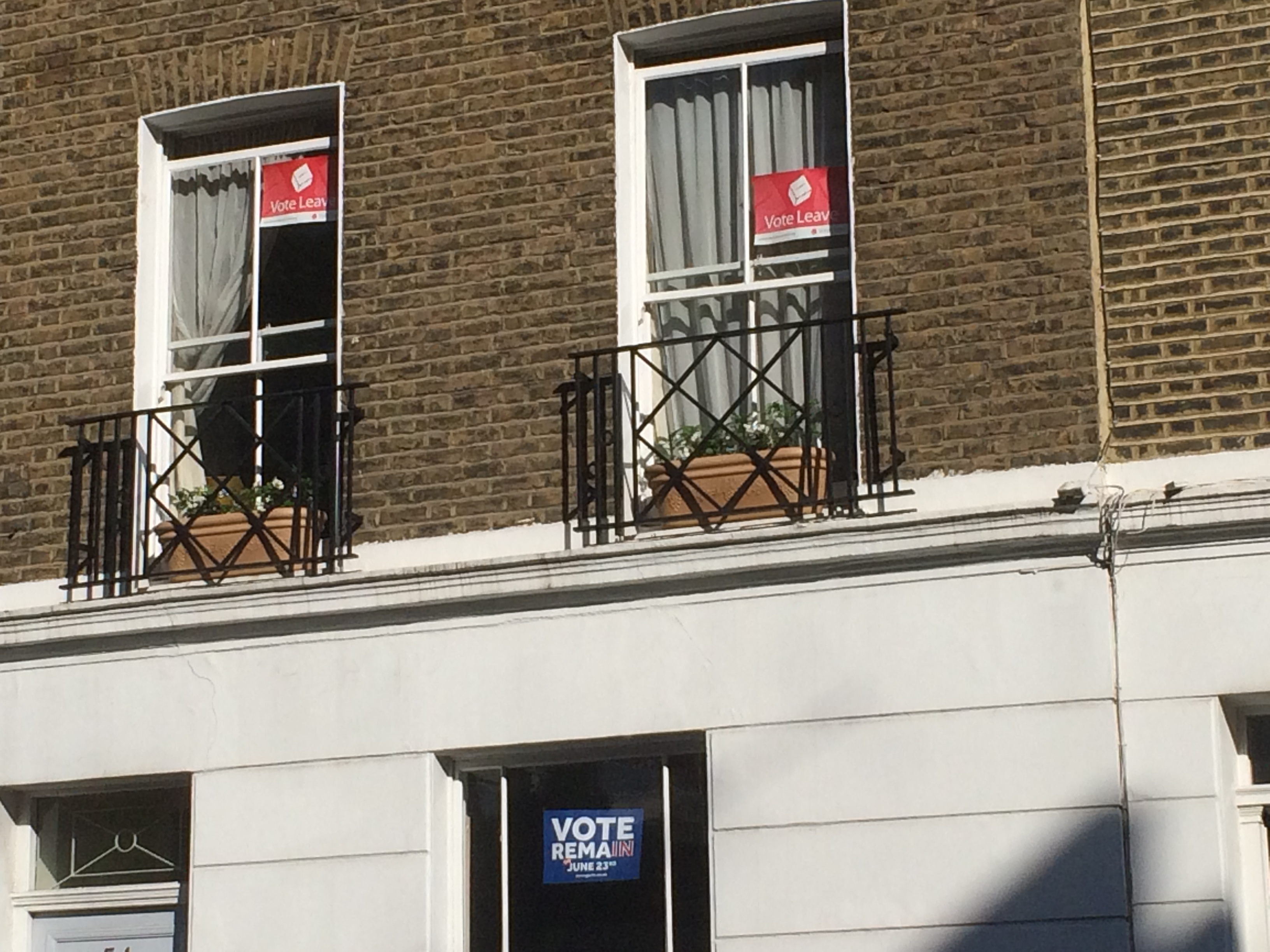
Affischer för både Lämna- och Stanna-sidan i Pimlico i London.

### Ståndpunkter och väljaropinion
Bland brittiska partier har regeringspartiet Tories varit splittrade, Labour, Liberaldemokraterna, De Gröna och många andra stött fortsatt medlemskap, medan bland annat UK Independence Party stött utträde. Regeringarna i EU-länder och många andra länder, såsom USA, har uttalat stöd för att Storbritannien ska stanna kvar i unionen.
Ett stort antal opinionsundersökningar har genomfört genom åren. Under 2013 var opinionen för ett utträde, under 2014 jämnare och under 2015 för att stanna kvar. Under 2016 blev det jämnare igen. I början av juni var det en liten övervikt i opinionsundersökningarna på i genomsnitt ett par procentenheter för att lämna EU, men sista veckan blev det en liten övervikt för att stanna.

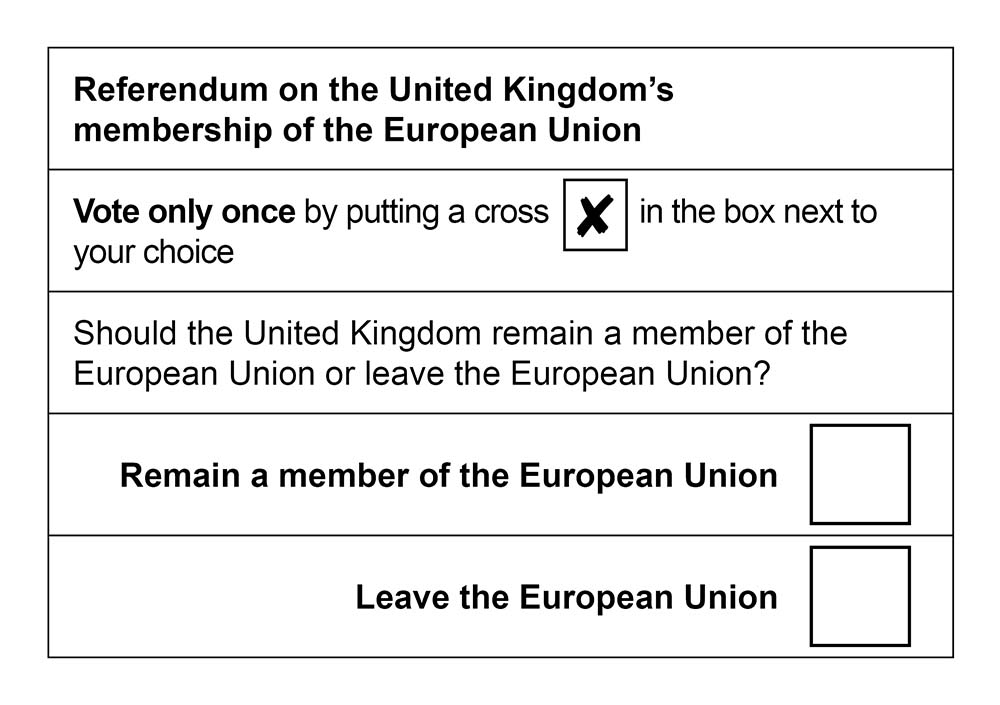
Valsedel. Frågan på valsedlarna är (översatt) "Ska Storbritannien fortsatt vara medlem av EU eller lämna EU?". Väljarna skulle kryssa i ett av alternativen.

Resultat per valdistrikt. Mörkare färg innebär vinst med större marginal.
Lämna
Stanna kvar

## Omröstningsresultat
Det slutliga resultat visade att 51,9 procent röstade för att lämna EU och 48,1 procent för att stanna. Segern för Lämna-sidan motsade de opinionsundersökningar som publicerats dagarna före omröstningen. Omröstningen lockade ett rekordhögt valdeltagande, med 46,5 miljoner som registrerat sig för att kunna rösta.
Inom landet skilde sig röstningen åt för olika regioner. I London röstade alla utom fem valdistrikt för att stanna kvar (59,9 procent). Stanna-sidan kom även i majoritet i Nordirland (55,7 procent) samt i Skottland (samtliga valdistrikt och totalt 62 procent av de röstande). Däremot var Lämna-sidan i majoritet i större delen av Wales (52,5 procent) samt i en övervägande majoritet av det övriga England. I Gibraltar vann Stanna-sidan med 19 322 röster mot 823 (95,9 procent av de röstande).
Folkomröstningen gav också tydliga skillnader mellan olika åldersgrupper. 75 procent av alla röstande mellan 18 och 24 år röstade för Stanna-sidan, medan en tydlig majoritet av alla röstande 50 år eller äldre röstade för Lämna-sidan – enligt en vallokalsundersökning gjord av YouGov.
Storbritanniens nya premiärminister Theresa May meddelade den 2 oktober 2016 att hon planerade att utlösa artikel 50 i Lissabonfördraget i mars månad 2017. Därefter ska landets utträdet ur Europeiska unionen ske inom två års tid. Meddelande emottogs av Europeiska rådets president Donald Tusk som ett tydligt och välkommet besked, medan både Labour och Liberaldemokraterna förväntade sig mer information om vad som är målet med processen. Den partiövergripande Open Britain-kampanjen menade att Storbritanniens parlamentet behövde säga sitt i saken, och Skottlands försteminister varnade för att Skottlands parlament skulle kunna blockera processen.

### Omvälvningar inom partierna

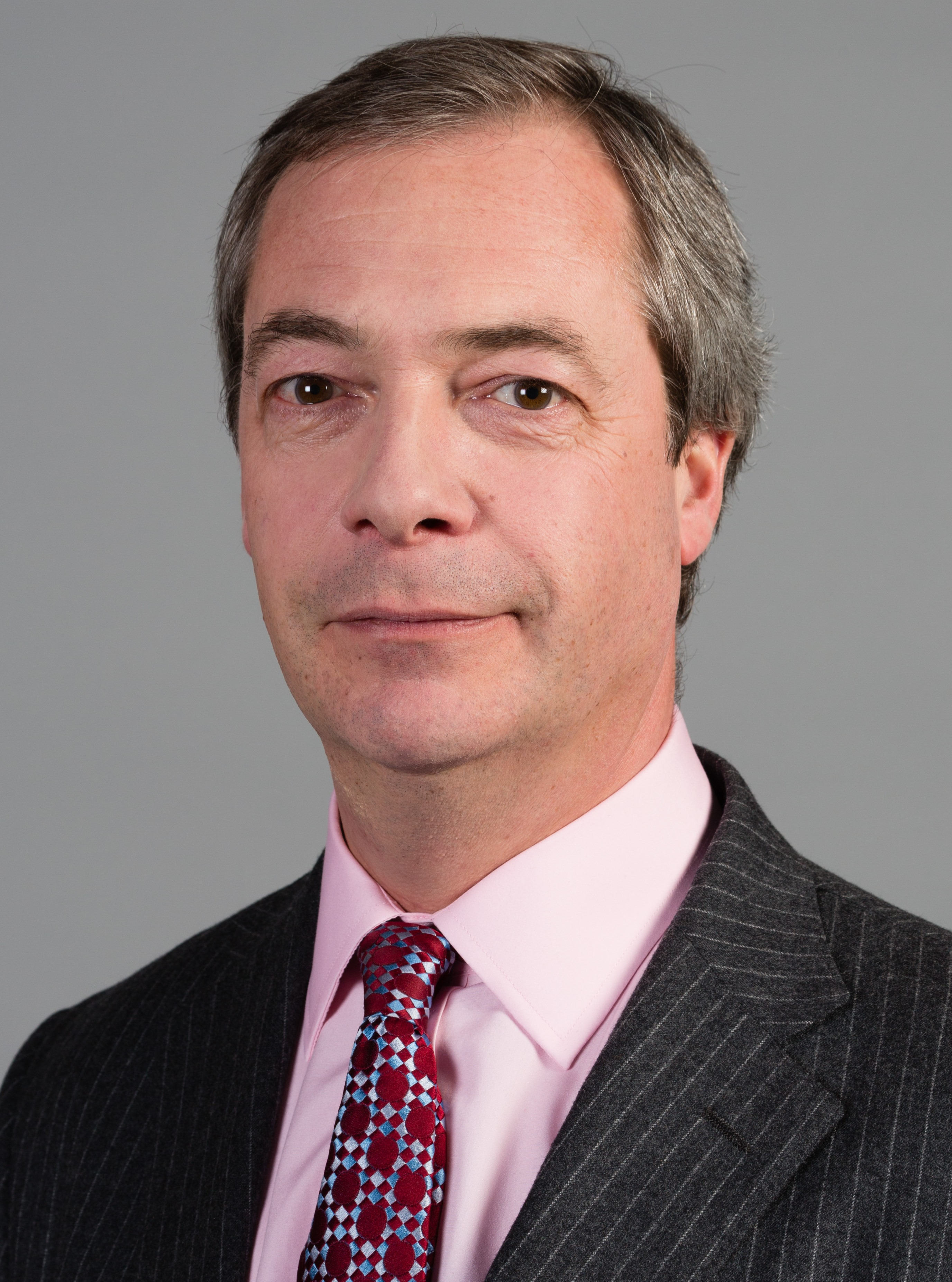
Nigel Farage avgick som ledare för UKIP.